# Mailhac
Mailhac (okzitanisch Malhac) ist eine französische Gemeinde mit 585 Einwohnern (Stand 1. Januar 2022) im Département Aude in der Region Okzitanien. Sie gehört zum Arrondissement Narbonne, zum Kanton Le Sud-Minervois und ist Mitglied im Gemeindeverband Le Grand Narbonne.

## Geographie
Mailhac liegt in der Landschaft Minervois, rund 20 Kilometer nordwestlich von Narbonne und grenzt im Norden und Westen an das benachbarte Département Hérault. Nachbargemeinden sind: 
- Aigues-Vives im Norden (Dép. Hérault),
- Bize-Minervois im Osten,
- Sainte-Valière im Südosten,
- Pouzols-Minervois im Süden,
- Oupia im Südwesten (Dép. Hérault) und
- Aigne im Westen (Dép. Hérault).

Das Gemeindegebiet wird vom Flüsschen Répudre entwässert, das in südlicher Richtung der Aude zustrebt.

## Bevölkerungsentwicklung
| Jahr      | 1968 | 1975 | 1982 | 1990 | 1999 | 2006 | 2017 |
| Einwohner | 449  | 403  | 358  | 310  | 373  | 397  | 567  |

## Sehenswürdigkeiten
- Oppidum von Cayla, Gallo-römische Ausgrabungsstätte – Monument historique[1]